# Proceratophrys bagnoi
Proceratophrys bagnoi é uma espécie de anfíbio da família Odontophrynidae. Endêmica do Brasil, pode ser encontrada nos municípios de Minaçu e Niquelândia no estado de Goiás.